# Crophius disconotus
Crophius disconotus är en insektsart som först beskrevs av Thomas Say 1832.  Crophius disconotus ingår i släktet Crophius och familjen Oxycarenidae. Inga underarter finns listade i Catalogue of Life.